# A Cinderella Story: Christmas Wish
A Nova Cinderela: Milagre de Natal é um filme musical de comédia para adolescentes norte-americanos de 2019, escrito e dirigido por Michelle Johnston e estrelado por Laura Marano e Gregg Sulkin. É a quinta parte da série de filmes A Nova Cinderela. O filme foi lançado digitalmente em 15 de outubro de 2019, e DVD em 29 de outubro de 2019.

## Elenco
- Laura Marano   como  Kat Decker
- Gregg Sulkin     como  Dominic Wintergarden
- Isabella Gomez  como  Isla

## Ligações Externas
- A Cinderella Story: Christmas Wish no Netflix